# Richie Ramone
Richard Reinhardt, més conegut com a Richie Ramone i també anomenat Richard Beau (11 d'agost de 1957), és un baterista nord-americà, conegut principalment per haver estat el baterista de la famosa banda de punk rock Ramones, des del febrer de l'any 1983 fins a l'agost del 1987. Va ser l'únic baterista del grup acreditat com a compositor i escriptor de sis cançons del grup, entre les quals hi ha «Humankind», «Somebody Put Something in My Drink», «I Know Better Now» i «I'm Not Jesus», i a l'actualitat, és un dels tres membres supervivents de la banda (sent els altres Marky Ramone i C.J. Ramone).

## Vida i carrera
Richie es va unir a Ramones abans del llançament de l'àlbum Subterranean Jungle a finals del 1982 i apareix en els dos vídeos musicals d'aquest àlbum, tot i que no hi va participar musicalment. Va enregistrar els àlbums Too Tough to Die, Animal Boy i Halfway to Sanity i apareix a les compilacions, Greatest Hits, Loud, Fast Ramones: Their Toughest Hits, Weird Tals of the Ramones, i en el DVD en directe It's Alive 1974-1996. Va aportar un dels èxits dels Ramones «Somebody Put Something in My Drink» que s'inclou a l'àlbum Ramones Mania, l'únic àlbum de Ramones que va arribar al Disc d'Or, així com «Smash You», «Humankind», «I'm Not Jesus», «I Know Better Now» i «(You) Can't Say Anything Nice». Les cançons «I'm Not Jesus» i «Somebody Put Something in My Drink» han estat interpretades per multitud de bandes de tot el món, particularment bandes de metal com Children of Bodom i Behemoth.
Va ser l'únic baterista a participar com a vocalista capdavanter en cançons de Ramones, incloent «Can't Say Anything Nice» i la inèdita «Elevator Operator», a més d'algunes demos. L'habilitat per cantar de Richie va ser apreciada per Joey Ramone: «Richie és molt talentós i versàtil... realment fa enfortir la banda al 100 % perquè fa cors, és líder i canta el material de Dee Dee. En el passat, era únicament jo qui cantava». Richie va realitzar més de 500 concerts per tot el món amb els Ramones, incloent Amèrica del Sud, on els fanàtics portaven pancartes que deien «Richie» i «Drink» en homenatge al seu ídol.
La relació dels membres de Ramones sovint era inestable, tal com es documenta en el llibre de Monte Melnick, On the Road with the Ramones, i en el llibre de Mickey Leigh, I Splent with Joey Ramone. En el documental End of the Century: The Story of the Ramones, Richie revela que tenia divergènces artístiques amb Johnny Ramone que es van evidenciar a l'estudi quan Richie es trobava mesclant «Halfway to Sanity» a petició d'última hora de Joey Ramone. No obstant això, Richie va tenir la sort de gaudir de forts vincles amb el compositor i baixista Dee Dee Ramone i amb Joey Ramone qui va declarar: «Richie va salvar la banda. Va ser el millor que li ha passat als Ramones. Ens va retornar l'esperit».
Richie va deixar la banda abruptament l'agost del 1987, suposadament a causa d'una disputa per diners amb Johnny. D'acord amb entrevistes del documental End of the Century: The Story of the Ramones, Richie va renunciar després que Johnny Ramone es negués a compartir equitativament els diners de les vendes de samarretes amb ell. Posteriorment, Richie va treballar en alguns dels enregistraments en solitari de Dee Dee. Després de ser reemplaçat breument (dos concerts) per Elvis Ramone (també conegut com a Clem Burke de Blondie i The Romantics) el predecessor de Richie va ser Marky Ramone qui va tornar a la banda i s'hi va quedar fins a la dissolució l'any 1996. Richie va assistir al funeral de Joey Ramone, el 17 d'abril de 2001, l'endemà passat de la seva mort.
A l'actualitat segueix brindant concerts arreu del món.

## Discografia

### AmbRamones
- Too Tough to Die (1984)
- Animal Boy (1986)
- Halfway to Sanity (1987)
- Smash You: Live ’85 (2002)
  - Disc en directe enregistat l'any 1985 i llançat com el segon disc en les còpies inicials de Loud, Fast Ramones: Their Toughest Hits

### Amb Rock & Roll Rats
- Rebel 67 (2013)

### Amb The Gobshites
- The Whistle Before the Snap (2013)
- Live from the Dogghouse (2013)

### Com a convidat especial
- Velveteen - After Hours (1983) (com Richard Beau)
- Fred Schneider - Fred Schneider and the Shake Society (1984) (com a Richard Beau)
- Joey Ramone - Ja Know? (2012)
- Ambulance - Planet You (2012)
- Dan Sartain - Love is Suïcidi (2013)
- Los wezos (Argentina) - El principio del final (2018)

### Solista
- Entitled (2013)

Tracklist
- 01. Criminal
- 02. I Know Better Now
- 03. Entitled
- 04. Take My Hand
- 05. Smash You
- 06. Better Than Em
- 07. Someday Girl
- 08. Into The Fire
- 09. I’m Not Jesus
- 10. Humankind
- 11. Vulnerable
- 12. Forgotten Years
- 13. Somebody Put Something In My Drink [LP Bonus Track]